# Monoszló vára
Monoszló vára (horvátul: Moslavinagrad) egy várhely Horvátországban, a Sziszek-Monoszló megyei Podbrđe területén.

## Fekvése
A vár a Monoszlói-hegység lábánál, a mai Podbrđe falu belterületének nyugati szélén, a mai Erdődy-kastély helyén állt.

## Története
Monoszló birtokának legrégebb ismert tulajdonosa a 12. században élt Makár (Makariás) ispán volt, aki még apja csatákban kivívott érdemeiért kapta a birtokot III. Béla magyar-horvát királytól. Az első monoszlói várat valószínűleg még ő, vagy valamely leszármazottja építtette. Makár egyik fia Tamás Valkó vármegye első ismert ispánja, míg másik fia szlavón bán volt. A vár a 13. század végéig lehetett az ő tulajdonukban. A 14. század elején már Babonics Iván szlavón bán birtokában találjuk, majd a 14. század végétől a 15. század elejéig a monoszlói Csupor István birtoka volt, akinek a birtokai a Lónyán és a Száván túl, a Csázmától északra is kiterjedtek. Fia, Csupor Pál kőrösi ispán és szlavón bán volt, aki 1415-ben Dobojnál a horvát-magyar sereg vezéreként vereséget szenvedett és török fogságba esett. Ott is halt meg. Egyik fia Demeter zágrábi püspökként a podgrađei Szűz Mária ferences templom és kolostor alapítója volt. A család 1492-ben Csupor István halálával halt ki. II. Ulászló király 1493-ban a birtokot, összesen 75 kőrös és zágráb megyei faluval hívének, erdődi Bakócz Tamásnak és fivéreinek, az Erdődy család őseinek adta. A 16. században az erősödő török betörések miatt a monoszlói uradalom helyzete egyre romlott. A török veszély közeledtével a lakosság nagy része menekülni kényszerült a nagyobb városokba, majd 1543 után a török hódítás előrehaladtával a térség fokozatosan kiürült, a népesség helyét a katonaság vette át. Erdődy II. Péter 1545-ben harc nélkül adta fel Monoszló várát, mely az egész térség török megszállásával járt. Erdődy a megmaradt lakosságot nyugat-magyarországi birtokaira, főként Monyorókerék környékére költöztette át, de jelentős népesség vándorolt ki Pozsony vidékére is. A vidék elnéptelenedett, a falvak elpusztultak, a várakat és a kolostorokat lerombolták, illetve török őrséggel látták el. Az 1552-ben elesett Csázma török szandzsák székhelye lett. 1591-ben Erdődy II. Tamás ugyan felszabadította a család ősi székhelyét Monoszló várát, de rögtön azután lerombolását rendelte el.

## A vár mai állapota
A középkori várból mára semmi sem maradt. A helyén ma az anyagából a 18. században felépített három Erdődy-kastély áll.